# Abele Blanc
Abele Blanc (* 2. září 1954, Aosta, Itálie) je italský horolezec.
V roce 2011 se stal dvacátým šestým člověkem a pátým Italem, kterému se podařilo vystoupit na všechny osmitisícovky. Na Kančendženze použil umělý kyslík. Jeho dlouholetým lezeckým partnerem byl Christian Kuntner. V roce 2002 dokázali vylézt na 60 z 84 alpských vrcholů vyšších než 4000 metrů, původně měli ale v plánu vylézt na všech 84. V roce 1995 vystoupil na Kančendžengu společně se Sergiem Martinim. Byl také jedním z posledních lidí, kteří kdy viděli Benoîta Chamouxe naživu. Roku 2005 se s Kuntnerem vydali na desátou nejvyšší horu světa Annapurnu. Pro oba to měla být poslední čtrnáctá osmitisícovka. Bohužel ale nedosáhli vrcholu a při sestupu Kuntner zahynul v lavině. Po této tragédii Blanc několik let odpočíval a až v roce 2010 podruhé vystoupil na nejvyšší horu světa Mount Everest společně s rakouskou horolezkyní Gerlinde Kaltenbrunner v expedici vedené Ralfem Dujmovitsem. Na jaře roku 2011 pak zkompletoval čtrnáct osmitisícovek výstupem na Annapurnu.
K výstupu na všech čtrnáct osmitisícových vrcholů potřeboval 18 let a posledního dosáhl ve věku 56 let. Stal se tak druhým nejstarším člověkem, kterému se podařilo vystoupit na všechny osmitisícovky. Všechny výstupy uskutečnil bez pomoci šerpů a až na jeden i bez použití umělého kyslíku. Dokázal také vystoupit na vrchol Gran Paradisa za dvě a půl hodiny. Blanc působí jako horský vůdce a instruktor horské služby. Jeho koníčkem je běh na lyžích a skialpinismus.

## Úspěšné výstupy na osmitisícovky
- 1992 Mount Everest (8849 m n. m.)
- 1993 Broad Peak (8047 m n. m.)
- 1995 Kančendženga (8586 m n. m.)
- 1996 Manáslu (8163 m n. m.)
- 1997 Lhoce (8516 m n. m.)
- 1998 Šiša Pangma (8013 m n. m.)
- 1998 Čo Oju (8201 m n. m.)
- 1999 Gašerbrum I (8068 m n. m.)
- 1999 Gašerbrum II (8035 m n. m.)
- 2000 Makalu (8465 m n. m.)
- 2000 K2 (8611 m n. m.)
- 2001 Nanga Parbat (8125 m n. m.)
- 2001 Dhaulágirí (8167 m n. m.)
- 2010 Mount Everest (8849 m n. m.)
- 2011 Annapurna (8091 m n. m.)